# Tullus Hostilius

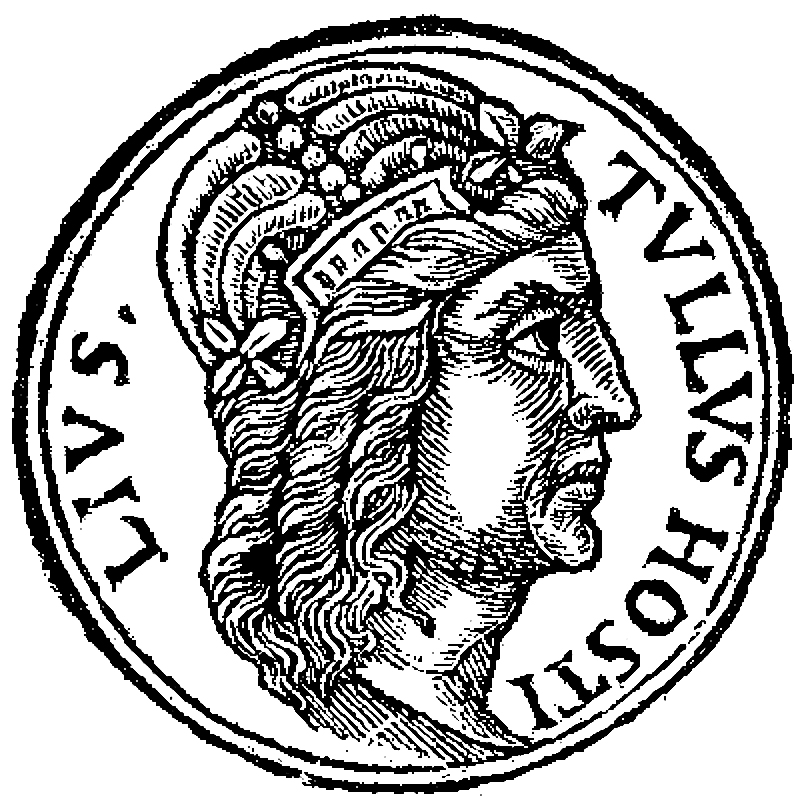
Phantasieporträt (Promptuarii Iconum Insigniorum, 1553)

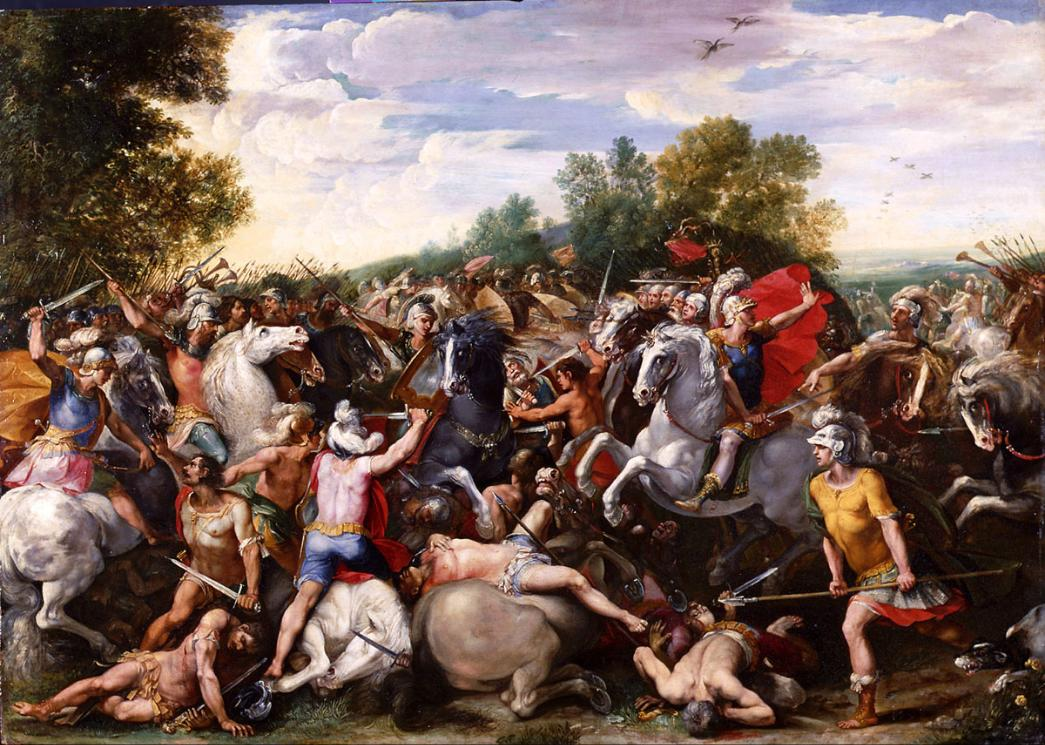
Sieg des Tullius Hostilius über Veji (Giuseppe Cesari, um 1601)

Tullus Hostilius (* um 710 v. Chr.; † 640 v. Chr.) war der sagenhafte dritte König von Rom. In Ermangelung zeitgenössischer Quellen ist ungewiss, ob es sich um eine historisch authentische Gestalt handelt. Nachweisliche Ausführungen zu Tullus Hostilius gibt es erst um die Zeitenwende, namentlich beispielsweise bei den Geschichtsschreibern Livius und Dionysios von Halikarnassos.

## Leben
Tullus Hostilius, ein Enkel der Sabinerin Hersilia, der Gattin des Romulus, folgte Numa Pompilius 672 v. Chr. auf den römischen Königsthron. Allerdings unterschied er sich grundsätzlich von seinem Vorgänger, der sich für Frieden und Wohlstand eingesetzt hatte.
Tullus Hostilius war ein kriegerischer König. Er baute das Heer aus und machte Rom zu einer bei seinen Nachbarn gefürchteten Stadt. Er zog nach der Sagenschilderung von Titus Livius und Dionysios von Halikarnassos zum Beispiel gegen Alba Longa zu Felde. Mit dessen Feldherrn Mettius Fufetius kam er allerdings überein, größeres Blutvergießen zu vermeiden und die beiden Heere nicht in einer Schlacht gegeneinander antreten zu lassen. Stattdessen sollte ein Kampf zwischen Drillingen aus beiden Heeren über den Ausgang des Krieges entscheiden. So traten auf römischer Seite die Horatier und auf albanischer Seite die Curiatier gegeneinander an. Nach dem Tod zweier Römer griff der überlebende Horatier zu einer List und konnte die drei Curiatier töten. Dabei täuschte er zunächst vor zu flüchten, woraufhin ihn die drei Curiatier verfolgten. Da sie unterschiedlich stark verwundet waren, und so jeweils langsamer waren, konnte der verbliebene Horatier jeden einzeln bekämpfen und töten. Der Sieg gehörte somit den Römern. Allerdings währte der Frieden nur kurz.
Aufgestachelt von Mettius Fufetius erklärten 665 v. Chr. die Vejenter und die Fidenaten Rom den Krieg. Tullus Hostilius forderte nun Alba Longa, in Unkenntnis der unrühmlichen Rolle des Mettius Fufetius, auf, sich am Kampf zu beteiligen. Mettius Fufetius sagte zum Schein zu. In der entscheidenden Schlacht verhielt er sich allerdings mit seinen Truppen abwartend, welche Seite den Sieg davontragen würde. Die Römer siegten und Tullus Hostilius ließ am nächsten Tag Mettius Fufetius als Verräter gefangen nehmen und am folgenden zwischen zwei Pferdewagen spannen und auseinanderreißen. Die Stadt wurde zur Strafe für den Verrat von den Römern zerstört. Ihre Bewohner wurden in Rom angesiedelt und erhielten das Bürgerrecht. Hostilius errichtete nach dem Sieg ein neues Senatsgebäude, die Curia Hostilia. In diesem Gebäude sollte der römische Senat noch jahrhundertelang tagen.
Tullus Hostilius führte in den folgenden Jahren noch einige Kriege, erkrankte dann aber schwer und wandte sich der Religion zu. Im 32. Regierungsjahr geriet sein Haus, vermutlich durch Blitzschlag, in Brand. Tullus Hostilius, seine Frau und seine Kinder kamen in den Flammen um.